# Острова и охраняемые природные территории в районе Калифорнийского залива
Острова и охраняемые природные территории в районе Калифорнийского залива  — объект Всемирного наследия, включающий 244 островов, островков и прибрежных районов, расположенных в и вокруг Калифорнийского залива (Моря Кортеса) на северо-западе Мексики, протянувшиеся от дельты реки Колорадо до участков за 270 км к юго-востоку от южного конца полуострова Калифорния. Эти территории лежат в пределах девяти природоохранных территорий, установленных законом страны. Полная площадь объекта 18380 км ², из которых 4608 км ² — сухопутные, а 13772 км ² — морские территории, что составляет около 5 % всей площади Калифорнийского залива. Размер акватории третий среди всех объектов Всемирного наследия после Большого Барьерного рифа и Галапагосских островов.
Залив характеризуется зрелищными природными участками, скалистыми берегами, природными пляжами и пустынным ландшафтом вокруг. В его рамках присутствуют почти все океанографические процессы Земного шара, что делает его исследования очень важными.
Калифорнийский залив и его острова часто называют природной лабораторией для исследования происхождения видов. Здесь присутствуют как острова, населенные через древние мосты с сушей, так и острова, населенные морем или воздухом. Откуда происходят 695 видов сосудистых растений — это больше, чем на любом другом объекте всемирного наследия, как морском, так и наземном. Исключительно разнообразны рыбы — 891 вид, включая 90 эндемических видов. В заливе зафиксировано 39 % общемирового числа видов морских млекопитающих, и примерно треть общемирового числа видов морских китообразных.
| Биосферный резерв Верховья Залива и дельта реки Колорадо | Upper Gulf of & Colorado River Delta. Biosphere Reserve    | VI | Нижняя Калифорния, Сонора                           | 86 638  | 454 591 |
| Резерв флоры и фауны Острова Калифорнийского залива      | Islands of the Gulf of California. Flora and Fauna Reserve | VI | Нижняя Калифорния, Южная Нижняя Калифорния, Синалоа | 358 000 | -       |
| Остров Сан-Педро-Мартир                                  | Isla San Pedro Mártir                                      | VI | Сонора                                              | 1 111   | 29 054  |
| Биосферный резерв Эль-Вискаино                           | El Vizcaíno Reserve. Biosphere Reserve                     | VI | Южная Нижняя Калифорния                             | -       | 49 451  |
| Национальный парк Баия-де-Лорето                         | Bahía de Loreto. National Park                             | II | Южная Нижняя Калифорния                             | -       | 206 581 |
| Национальный морской заповедник Кабо-Пульмо              | Cabo Pulmo. National Marine Park                           | II | Южная Нижняя Калифорния                             | -       | 7 111   |
| Резерв флоры и фауны Кабо-Сан-Лукас                      | Cabo San Lucas. Flora & Fauna Reserve                      | VI | Южная Нижняя Калифорния                             | -       | 3 996   |
| Биосферный резерв Ислас-Мариас                           | Islas Marías. Biosphere Reserve                            | VI | Наярит                                              | 14 845  | 626 440 |
| Национальный парк Исла-Исабель                           | Isla Isabel. National Park                                 | II | Наярит                                              | 194     |         |